# Nikołaj Gołowanow
Nikołaj Siemionowicz Gołowanow (ros. Никола́й Семёнович Голова́нов, ur. 9 stycznia?/21 stycznia 1891 w Moskwie, zm. 28 sierpnia 1953 tamże)  – rosyjski i radziecki dyrygent, pianista, kompozytor, pedagog.

## Życiorys
W 1909 ukończył Szkołę Synodalną w Moskwie i został dyrygentem chóru synodalnego (1911–1915), z którym występował m.in. w Berlinie, Wiedniu i Warszawie (1913). W 1914 ukończył kompozycję u Michaiła Ippolitowa-Iwanowa i Siergieja Wasilenki w Konserwatorium Moskiewskim . 
W 1915 zadebiutował jako dyrygent symfoniczny z orkiestrą moskiewskiego Teatru Bolszoj, z którym po 1919 współpracował przez długie lata jako pierwszy dyrygent i kierownik artystyczny . Propagował głównie współczesną muzykę radziecką, m.in. Szostakowicza, Prokofjewa, Chaczaturiana. Występował również jako pianista-akompaniator wspólnie z żoną, śpiewaczką Antoniną Nieżdanową . 
Od 1907 zajmował się działalnością pedagogiczną. W latach 1925–1929 i 1943–1944 prowadził klasę orkiestracji w moskiewskim Konserwatorium . Komponował opery, symfonie, utwory fortepianowe i wokalne; opracował liczne pieśni ludowe .
Ludowy Artysta ZSRR (1948), czterokrotny laureat Nagrody Stalinowskiej (1946, 1949, 1950, 1951) .